# Рагглз, Карл
Карл Рагглз (англ. Carl Ruggles) — американский композитор, художник, педагог и общественный деятель, член Национального института искусств и литературы (1954).

## Биография
Чарльз «Карл» Рагглз родился 11 марта 1876 года в городе Марион, (Массачусетс). Музыкальное образование получил в Бостоне у К. Тимнера, Ф. Уинтерница (скрипка) и у Дж. Клоза (теория). В 1903-1907 годах занимался в Гарвардском университете по классу композиции у У. Сполдинга и Дж. К. Пейна. После этого преподавал в консерватории и руководил городским оркестром в Уиноне В 1917 году перебрался в Нью-Йорк и стал одним из основоположников Международной гильдии (1921) и Панамериканской ассоциации (1928) композиторов.. В 1937-1943 годах преподавал композицию в университете Майами.
В 1957 году Рагглз поселисля в Арлингтоне, а 1966 году переселился в Беннингтон. В том же году колледжом Боудойн (в городе Брансуик) был проведён фестиваль, посвящённый 90-летию Раглса. Раглс скончался 24 октября 1971 года в Беннингтоне.

## Творчество
Произведения Рагглза основаны на традициях Новой Англии. Его сочинения выделяются благородным и суровым стилем, свободном сопоставлением драматических эпизодов с напряжённо переплетающимися мелодическими линиями. Его творчество близко к творчеству Чарлза Айвза, который был другом Рагглза. Все свои ранние сочинения Рагглз уничтожил, когда жил в Нью-Йорке, включая оперу «Затонувший колокол», над которой работал 13 лет. Первые зрелые сочинения Рагглз написал в 20-е годы (симфонические сюиты «Порталы», «Люди и ангелы»).
С конца 1940-х Рагглз главным образом занимался живописью. Принял участие во многих выставках, дружил со многими известными художниками, в том числе с Рокуэллом Кентом.
Наряду с Уоллингфордом Риггером, Генри Коуэллом, Чарлзом Айвсом и Джоном Беккером входил в «Американскую пятёрку» авангардных композиторов.

## Сочинения
- Для оркестра:

- «Ступающий по солнцу» (Suntreader, 1932),
- «Органум» (1945-49)
- «Порталы» (Portals, 1926)

- Для камерно-инструментального ансамбля:

- Симфонические сюиты:

- «Люди и ангелы» (Men and angels, 1922; 1939)
- «Люди и горы» (Men and mountains, 1924; оркестровая редакция — 1936)
- «Глас, вопиющий в пустыне» (Vox clamans in deserto, 1925)

- Для фортепиано:

- «Игрушки» (Toys, цикл для голоса и фортепиано, 1919)
- 4 песнопения (Evocations, 1945, 2-я редакция — 1954, оркестровая редакция 1971)
- Полифонические композиции (для 3 фортепиано, 1940)

и др.